# Coppa Sudamericana 2006
La Coppa Sudamericana 2006 è stata la quinta edizione del torneo. La manifestazione è stata vinta dal Pachuca nella doppia finale contro il Colo Colo.

## Risultati

### Fase preliminare
| Squadra 1                      | Totale                    | Squadra 2                 | Andata                    | Ritorno                   |
| Preliminari Argentina III      | Preliminari Argentina III | Preliminari Argentina III | Preliminari Argentina III | Preliminari Argentina III |
| ------------------------------ | ------------------------- | ------------------------- | ------------------------- | ------------------------- |
| San Lorenzo                    | 2 - 1                     | Banfield                  | 2 - 1                     | 0 - 0                     |
| Preliminari Argentina IV       |                           |                           |                           |                           |
| Lanús                          | 3 - 0                     | Vélez Sarsfield           | 2 - 0                     | 1 - 0                     |
| Preliminari Brasile I          |                           |                           |                           |                           |
| Vasco da Gama                  | 1 - 4                     | Corinthians               | 0 - 1                     | 1 - 3                     |
| Preliminari Brasile II         |                           |                           |                           |                           |
| Santos                         | 1 - 1 (4 - 3 rig.)        | Cruzeiro                  | 1 - 0                     | 0 - 1                     |
| Preliminari Brasile III        |                           |                           |                           |                           |
| Botafogo                       | 2 - 2 (2 - 4 rig.)        | Fluminense                | 1 - 1                     | 1 - 1                     |
| Preliminari Brasile IV         |                           |                           |                           |                           |
| Paraná                         | 1 - 4                     | Atlético Paranaense       | 1 - 3                     | 0 - 1                     |
| Preliminari Cile/Perù          |                           |                           |                           |                           |
| Huachipato                     | 3 - 3 (3 - 5 rig.)        | Colo Colo                 | 1 - 2                     | 2 - 1                     |
| Coronel Bolognesi              | 3 - 3 (gf)                | Universidad San Martín    | 1 - 0                     | 2 - 3                     |
| Coronel Bolognesi              | 2 - 2 (gf)                | Colo Colo                 | 2 - 1                     | 0 - 1                     |
| Preliminari Bolivia/Ecuador    |                           |                           |                           |                           |
| Universitario                  | 5 - 4                     | Bolívar                   | 2 - 2                     | 3 - 2                     |
| La Liga                        | 3 - 4 (gf)                | El Nacional               | 2 - 3                     | 1 - 1                     |
| Universitario                  | 2 - 5                     | El Nacional               | 1 - 3                     | 1 - 2                     |
| Preliminari Paraguay/Uruguay   |                           |                           |                           |                           |
| Libertad                       | 4 - 1                     | Cerro Porteño             | 3 - 1                     | 1 - 0                     |
| Central Español                | 0 - 1                     | Nacional                  | 0 - 1                     | 0 - 0                     |
| Libertad                       | 2 - 4                     | Nacional                  | 1 - 2                     | 1 - 2                     |
| Preliminari Colombia/Venezuela |                           |                           |                           |                           |
| Deportes Tolima                | 4 - 2                     | Independiente Medellín    | 3 - 1                     | 1 - 1                     |
| Mineros                        | 6 - 1                     | Carabobo                  | 3 - 0                     | 3 - 1                     |
| Deportes Tolima                | 2 - 2 (gf)                | Mineros                   | 0 - 0                     | 2 - 2                     |

### Ottavi di finale
| Squadra 1       | Totale             | Squadra 2                   | Andata | Ritorno |
| --------------- | ------------------ | --------------------------- | ------ | ------- |
| Nacional        | 3 - 3 (3 - 1 rig.) | Boca Juniors                | 2 - 1  | 1 - 2   |
| River Plate     | 2 - 3              | Atlético Paranaense         | 0 - 1  | 2 - 2   |
| Corinthians     | 2 - 4              | Lanús                       | 0 - 0  | 2 - 4   |
| Deportes Tolima | 3 - 7              | Pachuca                     | 2 - 1  | 1 - 5   |
| Alajuelense     | 2 - 11             | Colo Colo                   | 0 - 4  | 2 - 7   |
| Fluminense      | 1 - 3              | Gimnasia y Esgrima La Plata | 1 - 1  | 0 - 2   |
| San Lorenzo     | 3 - 1              | Santos                      | 3 - 0  | 0 - 1   |
| Toluca          | 3 - 0              | El Nacional                 | 1 - 0  | 2 - 0   |

### Quarti di finale
| Squadra 1   | Totale     | Squadra 2                   | Andata | Ritorno |
| ----------- | ---------- | --------------------------- | ------ | ------- |
| Nacional    | 2 - 6      | Atlético Paranaense         | 1 - 2  | 1 - 4   |
| Lanús       | 2 - 5      | Pachuca                     | 0 - 3  | 2 - 2   |
| Colo Colo   | 6 - 1      | Gimnasia y Esgrima La Plata | 4 - 1  | 2 - 0   |
| San Lorenzo | 3 - 3 (gf) | Toluca                      | 3 - 1  | 0 - 2   |

### Semifinali
| Squadra 1           | Totale | Squadra 2 | Andata | Ritorno |
| ------------------- | ------ | --------- | ------ | ------- |
| Atlético Paranaense | 1 - 5  | Pachuca   | 0 - 1  | 1 - 4   |
| Colo Colo           | 4 - 1  | Toluca    | 2 - 1  | 2 - 0   |

### Finale
| Squadra 1 | Totale | Squadra 2 | Andata | Ritorno |
| --------- | ------ | --------- | ------ | ------- |
| Pachuca   | 3 - 2  | Colo Colo | 1 - 1  | 2 - 1   |

#### Andata
| Pachuca 30 novembre 2006                                | Pachuca   | 1 – 1     | Colo Colo | Estadio Hidalgo |
| \| \| \| \| \| Chitiva 27’ \| Marcatori \| 50’ Suazo \| |           |           |           |                 |
|                                                         |           |           |           |                 |
| Chitiva 27’                                             | Marcatori | 50’ Suazo |           |                 |

#### Ritorno
| Santiago del Cile 13 dicembre 2006                                    | Colo Colo | 1 – 2                     | Pachuca | Estadio Nacional |
| \| \| \| \| \| Suazo 35’ \| Marcatori \| 52’ Caballero 72’ Giménez \| |           |                           |         |                  |
|                                                                       |           |                           |         |                  |
| Suazo 35’                                                             | Marcatori | 52’ Caballero 72’ Giménez |         |                  |